# Chalupa

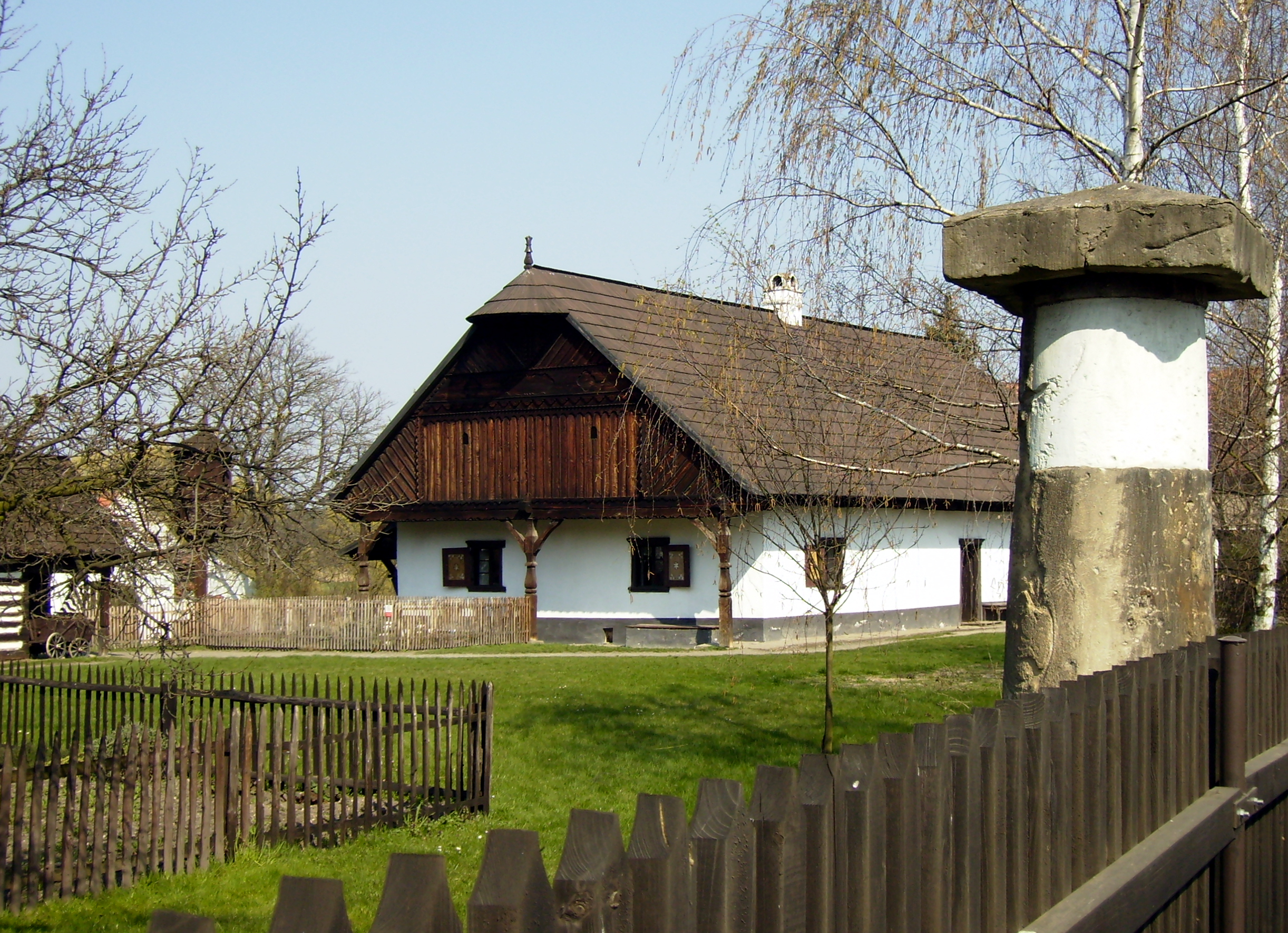
Staročeská chalupa ve skanzenu v Přerově nad Labem

Chalupa je menší venkovské obytné stavení (usedlost), ke kterému obvykle patřila pole jen s malou výměrou (chalupníci) nebo jen zahrada (domkáři či baráčníci). Zdrobnělinou chaloupka bývá označována malá chalupa, tedy často i výměnek či podružské obydlí v selském dvoře.
V současnosti se používá termín chalupa či rekreační chalupa pro venkovské stavení upravené a druhotně využité pro účely individuální rekreace chalupářů (tzv. druhé bydlení). V Československu došlo k rozvoji chalupaření od 60. let 20. století v důsledku urbanizace a zvyšování životní úrovně, ale také v souvislosti s omezenými možnostmi cestování. K chalupaření dopomohl fakt, že v pohraničních oblastech zůstalo po druhé světové válce mnoho opuštěných německých usedlostí, které chalupáři zachránili před destrukcí. Fenomén v době normalizace je námětem filmu Na samotě u lesa.
Pro rekreační chalupu se hovorově též užívá slovo chata, které původně označuje stavbu postavenou pro sezónní rekreaci.